# Mato Grosso (staat)
Mato Grosso is een van de 26 deelstaten van Brazilië. De staat met de standaardafkorting MT heeft een oppervlakte van ca. 903.366 km² en ligt in de regio Centraal-West. Mato Grosso grenst aan Bolivia in het zuidwesten en de staten Rondônia in het westen, Amazonas en Pará in het noorden, Tocantins en Goiás in het oosten en Mato Grosso do Sul in het zuiden. In 2017 had de staat 3.344.544 inwoners. De hoofdstad is Cuiabá. 
De staat heeft 1,66% van de Braziliaanse bevolking en produceert 1,9% van het BBP van het land.

## Belangrijke steden
In orde van grootte:
| Stad                                            | Inwoners |
| ----------------------------------------------- | -------- |
| Cuiabá                                          | 590.118  |
| Várzea Grande                                   | 274.013  |
| Rondonópolis                                    | 222.316  |
| Sinop                                           | 135.874  |
| Cáceres                                         | 91.271   |
| Bron: (pt) IBGE - Populatie volgens census 2017 |          |

## Bestuurlijke indeling
De deelstaat Mato Grosso is ingedeeld in 5 mesoregio's, 22 microregio's en 139 gemeenten.

## Economie

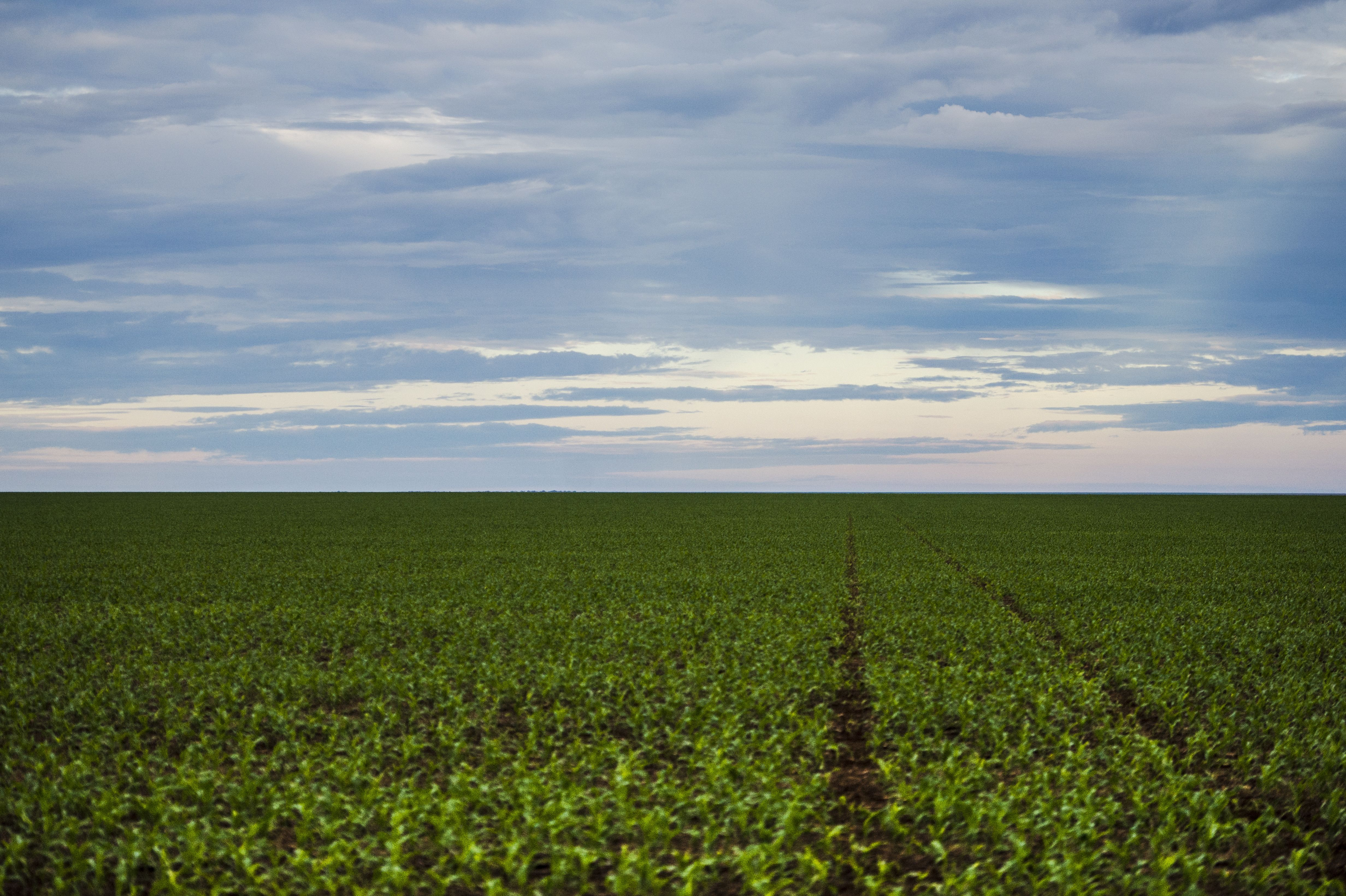
Sojaplantage in Mato Grosso

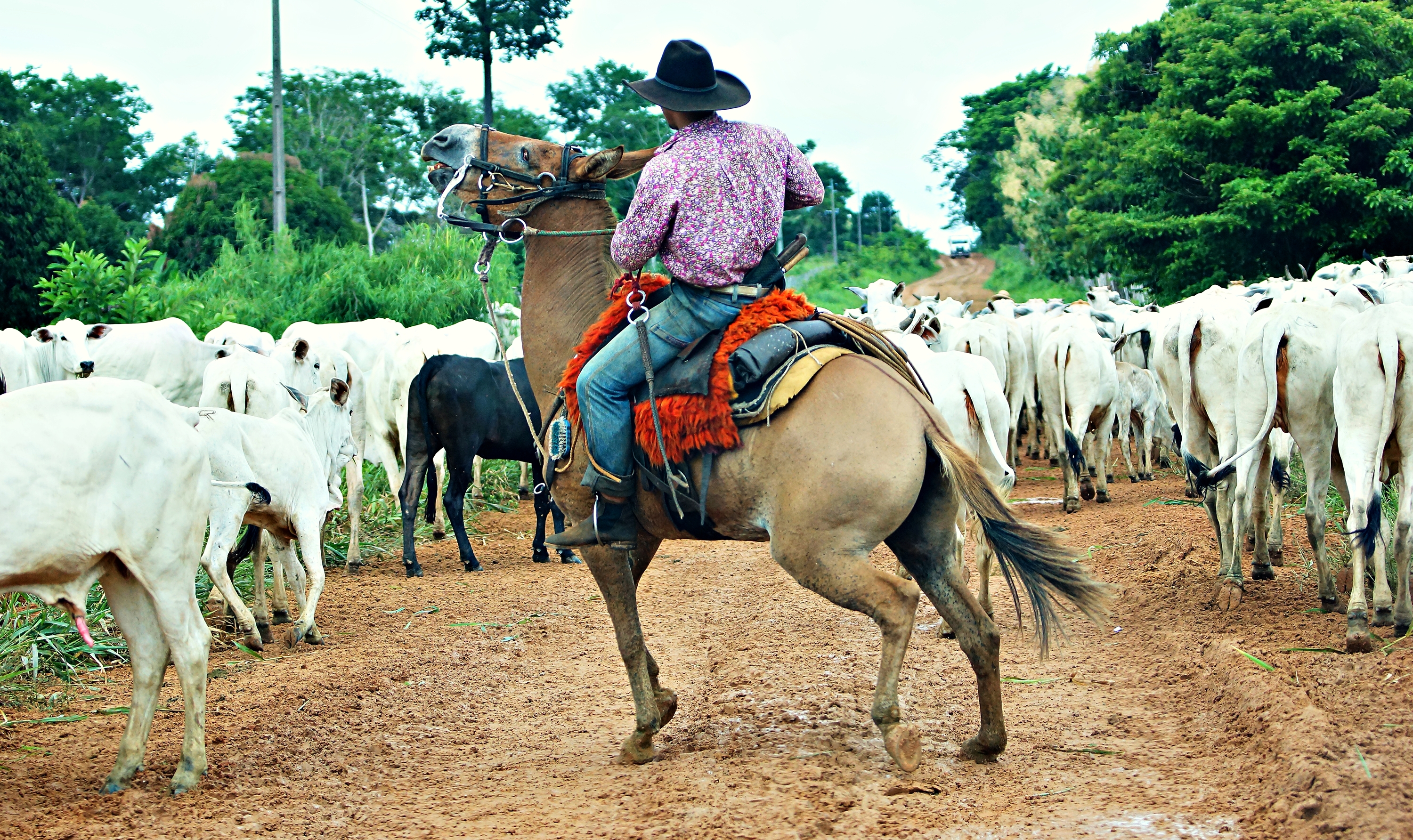
Runderen in Mato Grosso

Landbouw is de grootste component van het BBP van de staat met 40,8%, gevolgd door de dienstensector met 40,2%. De industriële sector vertegenwoordigt 19% van het BBP (2004). De belangrijkste exportproducten van Mato Grosso omvatten sojaboon (83%), hout (5,6%), vlees (4,8%) en katoen (3,3%) (2002) .
Het aandeel van de staat in de Braziliaanse economie is 1,8% (2014).
In 2020 was Mato Grosso de leider in de nationale graanproductie, met 28,0%. Het is de grootste producent van sojaboon in Brazilië, met 26,9% van het totaal geproduceerd in 2020 (33,0 miljoen ton); de grootste producent van maïs in het land; de grootste producent van katoen in Brazilië, met ongeveer 65% van de nationale productie (1,8 van de 2,8 miljoen ton die in het land wordt geoogst).; de 6e grootste producent van suikerriet in het land, 16 miljoen ton geoogst in de oogst 2019/20.; en de op twee na grootste producent van gewone boon, met 10,5% van de Braziliaanse productie.. In zonnebloempit was de staat de grootste nationale producent in 2019, met 60 duizend ton. In de productie van cassave produceerde Brazilië in 2018 in totaal 17,6 miljoen ton. Mato Grosso produceerde dit jaar 287 duizend ton.
In 2019 bereikte de rundveestapel uit Mato Grosso de grens van dertig miljoen runderen, de grootste rundveestapel van het land, goed voor bijna 14% van de nationale productie alleen. In 2018 was Mato Grosso de op vier na grootste varkensvleesproducent van het land, met een kudde van ongeveer 2,5 miljoen dieren.
In 2017 had Mato Grosso 1,15% van de nationale mineralenparticipatie (5e plaats in het land). Mato Grosso had een productie van goud (8,3 ton met een waarde van R $ 1 miljard) en tin (536 ton met een waarde van R $ 16 miljoen). Bovendien is de staat in edelstenen de op een na grootste nationale producent van diamant, die 49 duizend karaat had gewonnen in het jaar 2017. De stad Juína is de belangrijkste in deze activiteit in de staat. De staat heeft ook een kleine productie van saffier en jaspis.
Mato Grosso had in 2017 een industrieel bbp van R $ 17,0 miljard, wat overeenkomt met 1,4% van de nationale industrie. Het heeft 141.121 werknemers in de industrie. De belangrijkste industriële sectoren zijn: bouw (32,0%), voeding (27,9%), industriële diensten van openbaar nut, zoals elektriciteit en water (18,6%), dranken (4,5%) en olieproducten, olie en biobrandstoffen (3,9%). Deze 5 sectoren concentreren 86,9% van de industrie van de staat.